# 體香劑
體香劑是一類作用在人體皮肤上的物質，來減低因排汗而產生的體味。出汗之所以有異味是因為汗液中包含了人體中分泌的水、氨基酸、脂質等物質，細菌在汗液的環境下極易繁殖，并分解汗液中的有機化合物，從而產生異味。
体香剂一般采用喷雾喷射或者走珠涂抹的方式进行使用。
止汗劑（或稱抑汗劑）是體香劑的一種，其原理是減少出汗量。另外有些能抑制細菌生長或殺菌。許多體香劑有香水，用來掩蓋異味。但如果只用香水，香水的份量必須十分多。
體香劑通常噴在腋下。在許多人身上，腋下是汗味最強烈的地方。腋下空氣不流通，蒸發低；而濕度高，溫度暖，通合細菌生長。而體毛增加了表面面積，令細菌有更多生長空間。
常見的成分有：
- 酒精：殺菌。[1]
- 銨明礬（硫酸銨鋁）：抑制細菌生長。[2]
- 鋁或鋯化物：多排汗會提高酸鹼值（pH），如氫氧化鋁不溶於pH 5-9。它們阻礙大汗腺的排汗，防止脂质的排出。當洗澡時，肥皂水的pH更高，化合物會再溶化。[3]
- 香水：提供香氣以掩蓋原有體味。